# Statul Zamfara
Zamfara este un stat  în Nigeria. Reședința sa este orașul Gusau.